# Радіостанції Києва

## Історія
Перша радіостанція в Києві була побудована 1925 року. У 1941 році найпотужнішою довгохвильовою радіостанцією УРСР була Київська «РВ 84» («Радиовещательная станция 84»), призначена також для пропагандистських пересилань за кордон.
Після війни справами радіомовлення і радіофікації в УРСР відає Комітет Радіомовлення (з 1950 року і телебачення) при Раді Міністрів УРСР. З лютого 1957 року цей комітет видає щодня свої програми під назвою «Говорить Київ».

## Сучасний стан
З набуттям Україною незалежності у 1991 році розпочався й новий період в історії українського радіомовлення, що на той час вже велося в діапазонах довгих, середніх, коротких та ультра-коротких хвиль, а також на мережі проводового мовлення. Було реорганізовано систему державного радіомовлення, яке відтоді здійснюється по трьох каналах внутрішньодержавного мовлення, а також має Всесвітню службу, а крім того врешті почали з'являтися українські недержавні радіостанції, які досить швидко завоювали перші місця в рейтингах популярності. Особливо цьому сприяло відкриття в Україні верхньої частини УКХ-діапазону (FM), адже більшість радіоприймачів, які випускаються в світі, розраховані на прийом станцій саме у цій смузі частот.
Наразі українське радіомовлення складається вже не лише з ефірних та проводових станцій. Активно використовуються супутникові канали зв'язку, які зробили можливим створення великих мережевих радіокомпаній, з'явилися інтернет-радіостанції.
На території Києва в межах радіочастот FM-діапазону своє мовлення проводять 37 всеукраїнських, одна релігійна та регіональні радіостанції:

### Радіостанціїцифрового мовленняDAB+ в Києві
| Частота, МГц              | Назва                | Логотип | Ліцензія                                   | Сайт              | Формат     | Передавач         |
| ------------------------- | -------------------- | ------- | ------------------------------------------ | ----------------- | ---------- | ----------------- |
| 222,064 (DAB+, канал 11D) | UA: Українське радіо |         | L11-01052                                  | nrcu.gov.ua       | News/Talk  | Київська телевежа |
| 222,064 (DAB+, канал 11D) | Прямий FM            |         | L11-01370                                  | prm.fm            | News/Talk  | Київська телевежа |
| 222,064 (DAB+, канал 11D) | Армія FM             |         | Тимчасовий дозвіл від 28 вересня 2023 року | armyfm.com.ua     | AC         | Київська телевежа |
| 222,064 (DAB+, канал 11D) | Радіо Промінь        |         | L11-01064                                  | promin.fm         | News/Talk  | Київська телевежа |
| 222,064 (DAB+, канал 11D) | Радіо Культура       |         | L11-01063                                  | ukr.radio         | News/Talk  | Київська телевежа |
| 222,064 (DAB+, канал 11D) | Просто радіо         |         | L11-01599                                  | prosto.fm         | AAA/Hot AC | Київська телевежа |
| 222,064 (DAB+, канал 11D) | Радіо Марія          |         | L11-01301                                  | radiomaria.org.ua | Religious  | Київська телевежа |

### Радіостанції верхнього піддіапазону FM ЧМ в Києві
| № з/п | Частота, МГц | Назва              | Логотип | Юридична особа                              | Ліцензія                                   | Сайт                  | Формат            | Передавач           | RDS |
| ----- | ------------ | ------------------ | ------- | ------------------------------------------- | ------------------------------------------ | --------------------- | ----------------- | ------------------- | --- |
| 1     | 88,4         | Прямий FM          |         | ТОВ ТК "Прямий"                             | L11-01483                                  | prm.fm                | News/Talk         | Київська телевежа   | Pryamiy / FM + RT: Pryamiy FM ***** PI Code: 6284 |
| 2     | 89,4         | Радіо М            |         | ТОВ ТРК "Можливість"                        | L11-01817                                  | radiom.ua             | News/Talk         | Київська телевежа   | |
| 3     | 92,4         | Класик Радіо       |         | ТОВ «Ч К»                                   | L11-01685                                  | classicradio.com.ua   | Classic           | Вежа Рател          | CLASSIC ***** Serious Classics / Jazz + RT: jazz ***** PI Code: 62E9 + AF |
| 4     | 92,8         | Champion Radio     |         | ТОВ "ФМ МЕДІА ГРУП"                         | L11-01903                                  | championradio.net     | Sport             | Вежа Рател          | CHAMPION ***** Sport ***** PI Code: 928F |
| 5     | 93,8         | Magic Radio        |         | ТОВ ТРК "Бізнес-Радіо"                      | L11-00580                                  | brg.ua/radio/business | AC                | Вежа Рател          | *MAGIC* / *93,8FM* ***** Easy Listening + RT: Magic 93.8 - Reklama 097 2369 000 - brg.ua ***** PI Code: 62DB + TP                                                                                   |
| 6     | 94,2         | Радіо Максимум     |         | ТОВ Радіо "Континент"                       | L11-00166                                  | maximum.fm            | AC                | Вежа Рател          | MAXIMUM / 94.2 FM + PI Code: 1021 + AF |
| 7     | 94,6         | Армія FM           |         | Центральна ТРС Міністерства оборони України | Тимчасовий дозвіл від 28 вересня 2023 року | armyfm.com.ua         | AC                | Київська телевежа   | Armia FM / KYIV / 94.6 FM + RT: Armia FM ***** PI Code: 6277 |
| 8     | 95,2         | Мелодія FM         |         | ТОВ ТРК "Радіо Кохання"                     | L11-00608                                  | melodiafm.ua          | AC                | Київська телевежа   | |
| 9     | 95,6         | Best FM            |         | ТОВ ТРК "Комра"                             | L11-01857                                  | bestfm.ua             | CHR/AC            | Вежа Рател          | BEST FM ***** Pop Music ***** PI Code: 6287 |
| 10    | 96,0         | Радіо «НВ»         |         | ТОВ ТРК "Радіо-Ера"                         | L11-00051                                  | radio.nv.ua           | News/Talk         | Київська телевежа   | RADIO NV + RT: RADIO NV Efir: +380442370353 Reklama:+380442370720 + PI Code: 62D3 + AF: 103.4, 99.3, 106.6                                                                                          |
| 11    | 96,4         | Хіт FM             |         | ТОВ ТРК "Медіа маркет"                      | L11-00151                                  | hitfm.ua              | Hot AC/AC         | Вежа Рател          | HIT FM ***** Pop Music + PI Code: 62E1 + AF |
| 12    | 96,8         | DJFM               |         | ТОВ “Українська радіо група”                | № 0126-м                                   | djfm.ua               | Dance             | Вежа Рател          | DJFM - Reklama 097 2369 000 - djfm.ua ***** Pop Music ***** PI Code: 62DA + AF |
| 13    | 97,2         | Радіо Промінь      |         | АТ «НСТУ»                                   | L11-01064                                  | promin.fm             | News/Talk         | Київський телецентр | Suspilne / Radio / Promin / Kyiv + RT: Suspilne Radio Promin ***** PI Code: 6272 + AF |
| 14    | 97,6         | Радіо Культура     |         | АТ «НСТУ»                                   | L11-01063                                  | ukr.radio             | News/Talk         | Київський телецентр | Suspilne / Radio / Culture ***** Other Music + RT: Suspilne Radio Culture Kyiv ***** PI Code: 6276 + AF                                                                                             |
| 15    | 98,0         | Радіо Київ 98 FM   |         | КП РС "Голос Києва"                         | L11-01190                                  | radio.kiev.fm         | News/Talk, AC     | Київська телевежа   | KYIV98FM / VIBER / +38098 / 0099898 ***** Pop Music + PI Code: 7210 |
| 16    | 98,5         | Радіо Байрактар    |         | ТОВ ТРО "Радіо Україна"                     | L11-00609                                  | radiobayraktar.com.ua | Українська музика | Київська телевежа   | BAYRKTR ***** Pop Music ***** PI Code: 62E3 |
| 17    | 99,0         | Radio Nostalgie    |         | ТОВ ТРК "Ностальгія"                        | L11-01291                                  | nostalgie.kiev.ua     | Gold Hits/Oldies  | Київська телевежа   | RADIO / NOSTALGI / 99.0FM ***** Pop Music ***** PI Code: 1099 + AF |
| 18    | 99,4         | Громадське радіо   |         | ПГО ТРК «Громадське радіо»                  | L11-01545                                  | hromadske.radio       | News/Talk         | Київська телевежа   | Hromadsk / Radio ***** Information + RT: Hromadske Radio 99.4 FM + PI Code: 6294 + AF |
| 19    | 100,0        | Країна FM          |         | ПрАТ РК "ГАЛА"                              | L11-00552                                  | krainafm.com.ua       | Ukrainian Music   | Київська телевежа   | KRAINAFM / Виконавець / Назва пісні ***** Pop Music + RT: KRAINAFM 100% UA ***** PI Code: FF93 + TA + TP + AF /// при рекламі: KRAINA FM / REKLAMA / 3377310 /// при програмах: KRAINAFM / 100 / FM |
| 20    | 100,5        | Радіо Марія        |         | ПП РК "Супер-Нова"                          | L11-00214                                  | radiomaria.org.ua     | Релігія           | Київська телевежа   | |
| 21    | 101,1        | Радіо П'ятниця     |         | ТОВ "Новий обрій"                           | L11-00204                                  | radiopyatnica.com.ua  | Hot AC            | Вежа Рател          | 101.1 MHz / ARMY OF / LOVERS- / CRUCIFIE / D / + RT: radiopyatnica.com.ua |
| 22    | 101,5        | Radio Relax        |         | ТОВ "Мюзікрадіо"                            | L11-00629                                  | radiorelax.ua         | Easy Listening    | Вежа Рател          | |
| 23    | 101,9        | Шлягер FM          |         | ТОВ ТРК "Шансон"                            | № 0110-м                                   | shlager.fm            | AC                | Київська телевежа   | SHLAGER + RT: Shlager - Reklama 097 2369 000 - shlager.fm ***** Pop music ***** PI code: 62D8 + AF                                                                                                  |
| 24    | 102,5        | Просто радіо       |         | ТОВ “Раді.О”                                | L11-00596                                  | prosto.fm             | AAA/Hot AC        | Київська телевежа   | |
| 25    | 103,1        | Люкс FM            |         | ПрАТ РК "Люкс"                              | L11-00605                                  | lux.fm                | Hot AC            | Вежа Рател          | LUX FM / 103.1 FM ***** Pop Music + PI Code: 1047 + AF |
| 26    | 103,6        | Радіо РОКС         |         | ПП Фірма "Лямін"                            | № 00643-м                                  | radioroks.ua          | Rock              | Вежа Рател          | ROKS + RT: виконавець - назва пісні (при позивних, розмовах ведучих, рекламі і т.д. змінюється на: Radio Roks - www.radioroks.ua) ***** PI Code: 62E4 + AF                                          |
| 27    | 104,0        | Power FM           |         | ПП "Нова хвиля"                             | L11-00088                                  | powerfm.ua            | CHR/Top 40        | Київська телевежа   | POWER FM ***** PI Code: 62D9 |
| 28    | 104,6        | Radio Jazz         |         | ТОВ «Ч К»                                   | L11-01478                                  | radiojazz.ua          | Jazz              | Київська телевежа   | JAZZ ***** Jazz Music ***** PI Code: 62E7 + AF |
| 29    | 105,0        | Українське радіо   |         | АТ «НСТУ»                                   | L11-01052                                  | nrcu.gov.ua           | News/Talk         | Київська телевежа   | Suspilne / Ukr / Radio / Kyiv ***** News + RT: Suspilne Ukrainske Radio ***** PI Code: 6200 + AF: 88,0; 88,1; 88,6; 89,9; 90,8: 92,6; 95,4; 103,4; 106,8                                            |
| 30    | 105,5        | Перець FM          |         | ТОВ ТРК "Столиця"                           | L11-00272                                  | perec.fm              | Top 40            | Київська телевежа   | Perec FM + RT: Perec FM - Radiostation Number One in Ukraine ***** PI Code: 6289 + AF |
| 31    | 106,0        | Радіо Ми — Україна |         | ТОВ «ГЛАС-МЕДІА»                            | L11-01901                                  | weua.fm               | News/Talk         | Вежа Рател          | |
| 32    | 106,5        | Kiss FM            |         | УКТБРМ "ЮТАР"                               | L11-00620                                  | kissfm.ua             | Dance             | Вежа Рател          | KISSFM ***** Other Music ***** PI Code: 62E2 + AF |
| 33    | 107,0        | Europa Plus Київ   |         |                                             | L11-01424                                  | europaplus.kiev.ua    | AC                | Вежа Рател          | |
| 34    | 107,4        | Авторадіо          |         | ТОВ «МОРЕ.ФМ»                               | L11-01692                                  | avtoradio.ua          | AC                | Вежа Рател          | |
| 35    | 107,9        | Наше радіо         |         | ТОВ "Наше радіо"                            | L11-00354                                  | nasheradio.ua         | AC                | Вежа Рател          | NASHE + RT: Wellboy - Gusi ***** Pop Music ***** PI Code: 62E8 + AF |

### Радіостанції нижнього піддіапазону УКХ ЧМ в Києві
| Частота, МГц | Потужність, кВт | Назва            | Логотип | Юридична особа     | Ліцензія     | Сайт       | Формат    | Передавач  |
| ------------ | --------------- | ---------------- | ------- | ------------------ | ------------ | ---------- | --------- | ---------- |
| 67,28        | 0.93            | Радіо «Еммануїл» |         | ТОВ ТРК "Еммануїл" | НР L11-00541 | svitle.org | News/Talk | Вежа Рател |